# Солджерс-Гроув (Вісконсин)
Солджерс-Гроув (англ. Soldiers Grove) — селище (англ. village) в США, в окрузі Кроуфорд штату Вісконсин. Населення — 552 особи (2020).

## Географія
Солджерс-Гроув розташований за координатами 43°23′32″ пн. ш. 90°46′25″ зх. д. / 43.39222° пн. ш. 90.77361° зх. д. (43.392155, -90.773487).  За даними Бюро перепису населення США в 2010 році селище мало площу 9,23 км², уся площа — суходіл.

## Демографія
Згідно з переписом 2010 року, у селищі мешкали 592 особи в 251 домогосподарстві у складі 138 родин. Густота населення становила 64 особи/км².  Було 273 помешкання (30/км²).
Расовий склад населення:
| - 99,5 % — білих - 0,2 % — корінних американців |

До двох чи більше рас належало 0,3 %. Частка іспаномовних становила 0,5 % від усіх жителів.
За віковим діапазоном населення розподілялося таким чином: 18,2 % — особи молодші 18 років, 54,1 % — особи у віці 18—64 років, 27,7 % — особи у віці 65 років та старші. Медіана віку мешканця становила 47,3 року. На 100 осіб жіночої статі у селищі припадало 92,8 чоловіків;  на 100 жінок у віці від 18 років та старших — 84,7 чоловіків також старших 18 років.
Середній дохід на одне домашнє господарство  становив 41 000 доларів США (медіана — 29 911), а середній дохід на одну сім'ю — 52 442 долари (медіана — 45 500). Медіана доходів становила 35 781 долар для чоловіків та 32 500 доларів для жінок. За межею бідності перебувало 21,9 % осіб, у тому числі 27,3 % дітей у віці до 18 років та 13,6 % осіб у віці 65 років та старших.
Цивільне працевлаштоване населення становило 225 осіб. Основні галузі зайнятості: освіта, охорона здоров'я та соціальна допомога — 23,6 %, виробництво — 21,8 %, роздрібна торгівля — 12,9 %, будівництво — 12,0 %.